# Obusier de 400 mm modèle 1915/1916
Die Obusier de 400 mm modèle 1915/1916 (deutsch 400-mm-Haubitze Modell 1915/1916) war ein französisches Eisenbahngeschütz auf Wiegelafette, das während des Ersten Weltkrieges eingesetzt wurde. Vorgesehen war es zur Zerstörung feindlicher Befestigungsanlagen. Es handelte sich dabei um das größte Kaliber, das von der französischen Artillerie eingesetzt wurde.
Es wurden insgesamt zwölf Geschütze angefertigt, acht im Jahre 1915 als „modèle 1915“ und dann noch einmal vier im Herbst 1918 als „modèle 1916“.
Die zuerst gelieferten Haubitzen dienten zur Bekämpfung der deutschen Stellungen während der Schlacht um Verdun, der Schlacht an der Somme und dann noch in den Kämpfen um Reims 1916 bis 1917. Die vier Exemplare des „modèle 1916“ waren erst kurz vor Kriegsende einsatzbereit und wurden daher nur wenig genutzt. Bei Beginn des Zweiten Weltkrieges noch einmal mobilisiert, mussten sie nach dem Waffenstillstand von Compiègne an die Wehrmacht ausgeliefert werden, soweit sie nicht bereits den deutschen Truppen in die Hände gefallen waren.

## Einsatzkonzept
Zwei Monate nach dem Beginn des Ersten Weltkrieges wandelte sich der Bewegungskrieg in Frankreich und Belgien zum Stellungskrieg, was zu einer Art gigantischer Belagerung wurde. Die schwere Artillerie übernahm hier eine immer bedeutendere Aufgabe. Da Frankreich die lange Front mit genügend Artillerie ausstatten musste, griff man unter anderem auch auf Marine- und Küstengeschütze zurück und schuf so die »Artillerie lourde à grande puissance – ALGP« (Artillerie großer Wirkung).
Am 22. Juli 1915 wurden auf Wunsch des Oberkommandos durch das Kriegsministerium acht Geschütze vom Kaliber 400 mm bestellt. Sie waren dazu bestimmt, die weiter zurückliegenden deutschen Befestigungen zu bekämpfen. Auch wollte man etwas haben, was der deutschen Dicken Bertha gleichwertig war, die erfolgreich die Forts von Lüttich und von Maubeuge (→ Belagerung von Maubeuge) sowie das Fort de Manonviller niedergekämpft hatte.
Da solche Geschütze nicht ohne weiteres angefertigt werden konnten, wurde beschlossen, Rohre von bereits außer Dienst gestellten Schlachtschiffen zu verwenden.
Angesichts der beträchtlichen Masse des Rohrs, die die Tragfähigkeit von Pferdegespannen und sogar großen Artillerietraktoren weit überstieg, blieb für die Konstrukteure nur noch die Wahl, eine Lafette auf einen speziellen Eisenbahnwaggon zu installieren. Anstatt Bremsen zu verwenden, um den Rückstoß aufzufangen, wurde ein hydraulisches System eingesetzt.
Das Ergebnis war eine teure Waffe (vor allem, da die Rohstoffe fehlten), vom Schienennetz abhängig, schwer in Position zu bringen (es dauerte zwei Tage, um die Schießplattform zu bauen, plus eine Stunde um das Geschütz einzurichten), mit einer geringen Kadenz, einer nur mittelmäßigen Mündungsgeschwindigkeit und nicht ausreichendem Höhenrichtbereich, aber mit einer sehr guten Präzision und vor allem mit großer Wirksamkeit bei der Zerstörung von befestigten Werken.

### Fabrikation
Es bestand aus technischen Gründen keine Möglichkeit, die Rohre in einem angemessenen Zeitraum herzustellen. Um die Bestellung durchzuführen, wurden von der „Compagnie des forges et aciéries de la marine et d’Homécourt“ (besser bekannt unter dem Namen der Produktionsstätte Saint-Chamond) die 340 mm modèle 1887–Kanonen des außer Dienst gestellten Einheitslinienschiffes Brennus und der ebenfalls bereits stillgelegten Küstenpanzerschiffe Valmy und Jemmapes verwendet. Von den zur Verfügung stehenden Rohren wurden sechs im Jahre 1915 und drei zu Beginn des Jahres 1916 auf das Kaliber 400 mm aufgebohrt. Von diesen neun vorhandenen Rohren wurden acht in eine Wiegelafette eingelegt und auf spezielle Eisenbahnwagen gesetzt. Dabei lag die Lafette auf zwei Drehgestellen auf, von denen das vordere sechs und das hintere vier Achsen hatte. Das neunte Rohr diente auf dem Schießstand von Gâvres zu Versuchszwecken.
Eine zweite Bestellung wurde im Januar 1917 aufgegeben. Sie umfasste vier Geschütze und drei Ersatzrohre. Das Werk in Saint-Chamond verwendete dafür die Rohre der Canon de 340 mm/45 modèle 1912, die für die gestrichenen Schlachtschiffe der Normandie-Klasse vorgesehen waren. Beide Modelle hatten die gleichen Eigenschaften und verwendeten die gleichen Geschosse. Um den Rohrverschleiß auszugleichen, war – falls notwendig – das Aufbohren auf 415 mm geplant, die Geschütze wurden jedoch nicht intensiv genug genutzt, und es kam nicht zu dieser Maßnahme.

### Organisation
Die Haubitzen waren 1916 in vier und 1918 in sechs Batterien eingestellt. Jede der Armeen erhielt zwei Geschütze zugewiesen. Für den Betrieb jedes der Geschütze wurde ein Zug aus elf Waggons mit einer Gesamtlänge von 260 Metern benötigt. Er bestand aus der Lokomotive, dem Geschützwagen, einem Gerätewagen, einem Plattformwagen, einem Kartuschenwagen, den Personalwagen und den Wagen mit den Granaten, von denen jeder zwölf Geschosse transportierte.
Jede Batterie wurde von einem Capitaine kommandiert, dem ein Lieutenant und 125 Mann unterstellt waren.

## Einsätze

### Erster Weltkrieg

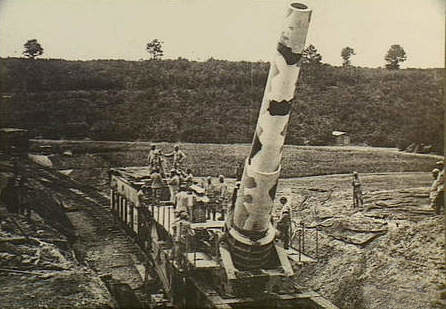
Geschütz in Feuerstellung in der Schlucht von Harbonnières, am 29. Juni 1916 während der Schlacht an der Somme

Der erste Einsatz eines dieser Geschütze erfolgte in den letzten Tagen der Vorbereitung zur Schlacht an der Somme bei Le Petit Hangest. Am 30. Juni 1916 wurde die Straße bei Morcourt zerstört und die befestigten Dörfer Herbécourt, Estrées und Belloy-en-Santerre dem Erdboden gleichgemacht.
Zwei Geschütze der 77. Batterie des 3. Fußartillerieregiments wurden im Zuge der französischen Offensive vor Verdun am 21. Oktober 1916 bei Baleycourt zur Beschießung von Fort Douaumont und Fort de Vaux aufgestellt. Am 23. Oktober wurde mit der Beschießung von Fort Douaumont begonnen, auf das insgesamt 15 Granaten abgefeuert wurden, von denen sechs die Decke des Forts durchschlugen. Die erste explodierte in der Sanitätskasematte, eine weitere im Hauptgang, drei andere in Kasematten der Kaserne und eine letzte im Pionierdepot. Letztere verursachte einen starken Brand, der die deutsche Besatzung zur Aufgabe des Forts zwang, das am nächsten Morgen von den Franzosen besetzt wurde. Fort de Vaux wurde am frühen Morgen des 3. Novembers durch französische Stoßtrupps erreicht, verlassen vorgefunden und durch weitere Kräfte wieder besetzt. Zur geplanten Beschießung kam es daher nicht mehr.
Während der Schlacht an der Aisne wurden die Geschütze zur Vorbereitung der französischen Offensive bei Reims eingesetzt, wo das Fort de Brimont und die Ortschaften Witry-lès-Reims und Berru beschossen wurden. Gleiches galt für die Tunnel und Unterstände im Mont Cornillet und im „Namenlosen Berg“. Am 20. Mai 1917 schlug eine 400-mm-Granate, die aus Mourmelon-le-Petit abgefeuert worden war, in den Luftschacht eines Schutzstollens im Mont Cornillet und explodierte in der Galerie. 414 deutsche Soldaten wurden dabei getötet.

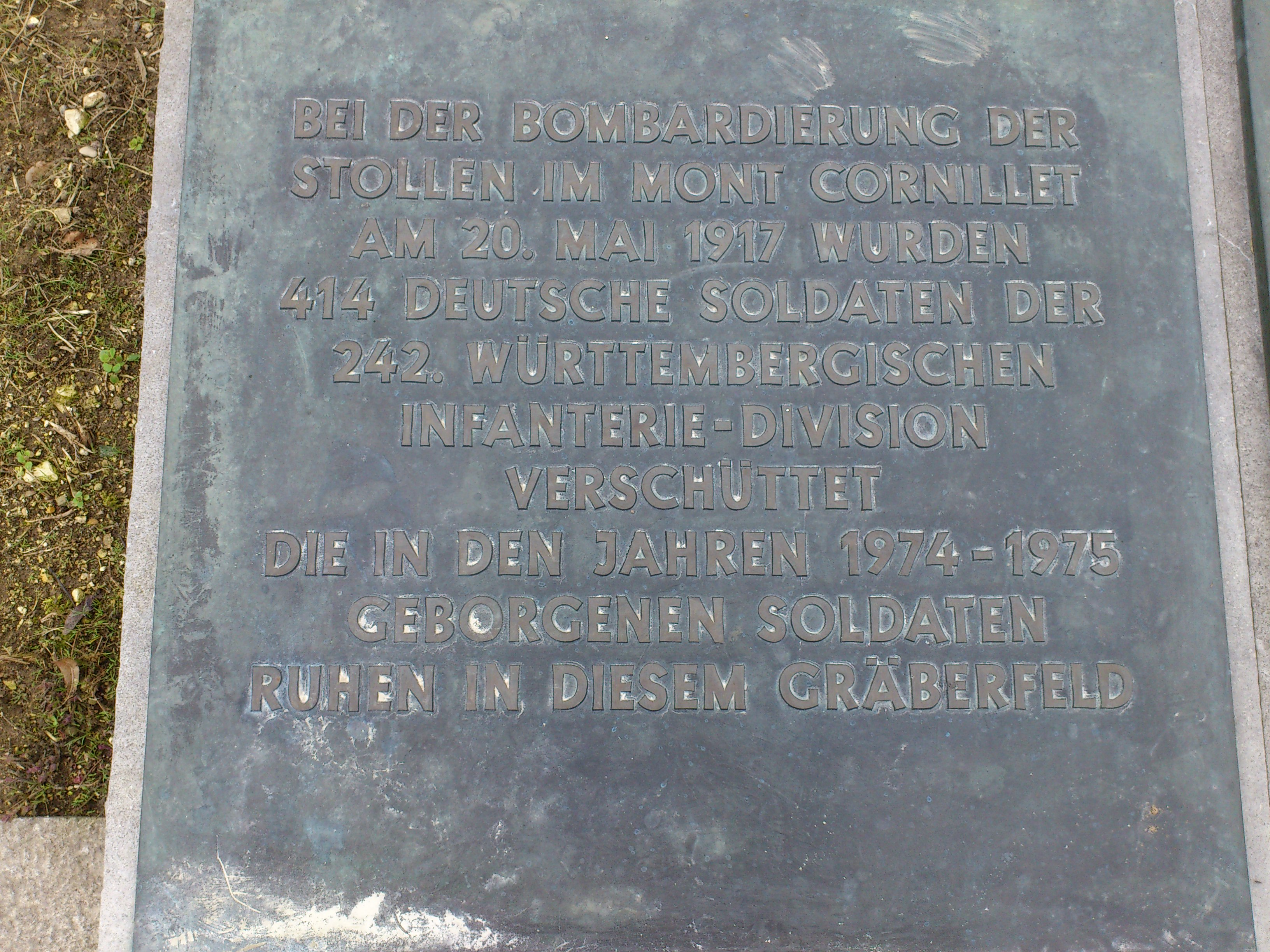
Gedenktafel für die 414 Gefallenen am Mont Cornillet

Im August 1917 wurden vier der Haubitzen zur Unterstützung der französischen Offensive bei Verdun links der Maas eingesetzt. Ziel war der Kronprinztunnel bei Cumières-le-Mort-Homme.
Ein weiterer Einsatz erfolgte am 23. Oktober 1917 während des Angriffs auf La Malmaison, bei dem die deutschen Unterstände in den Steinbrüchen beschossen wurden.

### Zweiter Weltkrieg
Im Jahre 1939 wurden die 400-mm-Haubitzen reaktiviert und zu Batterien zusammengefasst. Die Eisenbahngeschütze wurden der „Schweren Eisenbahnartillerie“ (Artillerie lourde sur voie ferrée – ALVF) zugeteilt und zur Armee-Artillerie abgestellt. Sie dienten zur Verstärkung der Maginot-Linie im Elsass und in Lothringen und nahmen die ihnen zugewiesenen Positionen ein. Aus Mangel an geeigneten Zielen feuerten sie keinen einzigen Schuss ab. Bis zum Waffenstillstand vom 22. Juni 1940 fielen den deutschen Truppen mehrere dieser Haubitzen in die Hände. Nach dem Waffenstillstand wurden die übrigen an die Wehrmacht ausgeliefert. Sie wurden als „40-cm-Haubitze (Eisenbahn) 752 (f)“ bezeichnet. Zwei Batterien (693 und 696) zu je drei Geschützen wurden aufgestellt und bei der Belagerung von Leningrad verwendet. Über den Verbleib der Geschütze ist nichts bekannt.

## Weitere technische Daten
- Gewicht des Geschützes ohne Wagen: 47.500 kg
- Gesamtlänge: 19,06 m
- Schussweite: 13 bis 14 km
- Schussleistung: 1000 Schuss (theoretisch)

### Munition
Es standen drei Munitionsarten zur Verfügung:
- Sprenggranate aus Gusseisen „mle 1915“: Gewicht 890 kg (davon 72,5 kg Sprengstoff)

Zünder mit Verzögerung bis 0,35 Sek.
Treibladung
74 kg BM13 – Mündungsgeschwindigkeit: 465 m/s – Reichweite: 15,1 km
46 kg BM9 – Mündungsgeschwindigkeit: 385 m/s – Reichweite: 11,98 km
36 kg BM9 – Mündungsgeschwindigkeit: 330 m/s – Reichweite: 3,58 km
- Sprenggranate aus Stahl mit verstärkter Spitze „mle 1915 type D“: Gewicht 641 kg (davon 180,2 kg Sprengstoff)

Aufschlagzünder „30 SM mle 1878/81 M1915“
Treibladung
66,3 kg BM11 – Mündungsgeschwindigkeit: 530 m/s – Reichweite: 16 km
39,5 kg BM7 – Mündungsgeschwindigkeit: 420 m/s – Reichweite: 12,87 km
29 kg BM7 – Mündungsgeschwindigkeit: 345 m/s – Reichweite: 10,2 km
- Verstärkte Sprenggranate aus Stahl: Gewicht 900 kg (davon 90 kg Sprengstoff)

Verzögerungszünder „mle 1915 type C“ bis 0,35 Sek.
Treibladung
74 kg BM13 – Mündungsgeschwindigkeit: 465 m/s – Reichweite: 15,1 km
74 kg BM13 – Mündungsgeschwindigkeit: 465 m/s – Reichweite: 15,8 km
36,5 kg BM9 – Mündungsgeschwindigkeit: 330 m/s – Reichweite: 9,58 km

## Funktion

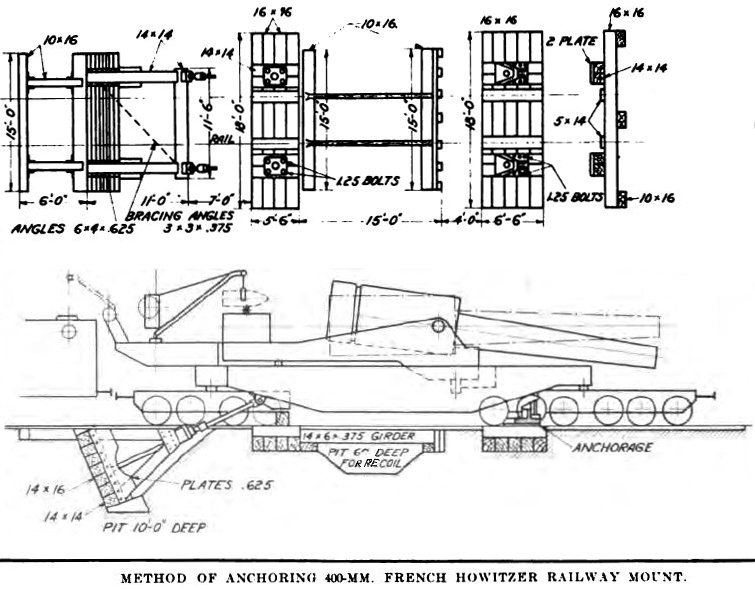
Diagramm: Geschütz in Ladestellung

Da es sich bei den Rohren um Schiffsgeschütze handelte, die nicht zum Einsatz in der oberen Winkelgruppe bestimmt waren, waren die Schildzapfen relativ weit nach vorne verlegt (auch um die Höhenrichtmaschinen zu entlasten). Das führte zu Problemen beim Einsatz als Haubitze mit der vorgesehenen Rohrerhöhung von 65°. Man musste also unter dem Lafettenwagen eine Grube ausheben, in die der Verschluss bei einer Rohrerhöhung von mehr als 45° einschwenken konnte. Das Rohr selbst war starr in einer Rohrwiege gelagert. Das vordere Drehgestell des Lafettenwagens war an der hintersten Achse aufgebockt, das hintere Fahrgestell selbst war durch einen Erdsporn in einer ausgehobenen Grube blockiert und fing so den Rückstoß auf.